# Mikuláš Dušek
Mikuláš Dušek (* 7. Juni 1913 in Levice; † 12. Mai 1994) war ein slowakischer Prähistoriker.
Mikuláš Dušek studierte an der Universität Bratislava. Nach dem Studium arbeitete er als Lehrer und Mitarbeiter des Museums in Piešťany, von 1945 bis 1954 war er Leiter des Donau-Museums in Komárno. Seit 1954 war er Mitarbeiter des Archäologischen Instituts der Slowakischen Akademie der Wissenschaften in Nitra. 1970 wurde er Präsident der Slowakischen Archäologischen Gesellschaft und korrespondierendes Mitglied des Deutschen Archäologischen Instituts Berlin. Er konzentrierte sich auf das Studium der Hallstattzeit, vor allem Thraker. Er führte Forschungen in Nesvady, Patince, Chotín und Smolenice durch.

## Schriften (Auswahl)
- Skýtske birituálne pohrebište v Chotíne na Slovensku. In: Archeologické rozhledy. Bd. 5, Nr. 2, 1953, ISSN 0323-1267, S. 153–157, S. 181–184, S. 271–272, S. 280–281.
- Chotín I. – skýtske birituálne pohrebište. In: Archeologické rozhledy. Bd. 6, Nr. 3, 1954, S. 311–316, S. 329–331, S. 416–417, S. 425–426.
- Popolnicové pohrebište z doby halštatskej v Chotíne na Slovensku. In: Archeologické rozhledy. Bd. 6, Nr. 5, 1954, S. 587–590, S. 612–613, S. 708–709, S. 714–715.
- Chotín I. – kostrové pohrebište z X. a XI. storočia. In: Archeologické rozhledy. Bd. 6, Nr. 5, 1954, S. 623, S. 627–628, S. 710, S. 716.
- Skýtsko-halštatské birituálne pohrebište Chotín I. In: Archeologické rozhledy. Bd. 7, Nr. 4, 1955, S. 450–458, S. 471–475, S. 559, S. 564–565.
- Halštatská kultúra chotínskej skupiny. In: Archeologické rozhledy. Bd. 8, Nr. 5, 1956, S. 647–656, S. 673–675, S. 762–763, S. 768–769.
- Sídlište z doby laténskej v Chotíne na Slovensku. In: Archeologické rozhledy. Bd. 8, Nr. 5, 1956, S. 668, S. 676–678, S. 763, S. 769.
- Jiři Neustupný (Hrsg.): O chronologii pravěku Československa. Vědecké zasedání. Úvod k výstavě Pravěk Československa. Vvýtahy z referátů a diskusních přispěvků. Národní Museum v Praze – Prehistorické Oddělení, Prag 1956, S. 43–44.
- Žiarové pohrebisko severopanonskej kultúry v Chotíne na Slovensku. In: Archeologické rozhledy. Bd. 9, Nr. 6, 1957, S. 772–775, S. 789.
- Severopanónska kultúra na Slovensku. In: Archeologické rozhledy. Bd. 9, Nr. 6, 1957, S. 790–791, S. 843–851.
- 70 rokov Podunajského múzea v Komárne. In: Archeologické rozhledy. Bd. 9, 1957, S. 838, S. 852–854.
- Nové nálezy z doby bronzovej na juhozápadnom Slovensku. In: Archeologické rozhledy. Bd. 11, Nr. 4, 1959, S. 488–495, S. 504–508.
- Neolitické sídlisko v Patinciach, okres Hurbanovo. In: Archeologické rozhledy. Bd. 11, Nr. 6, 1959, S. 782–784, S. 804–805.
- Kostrové pohrebisko z X. st. vo Sv. Petri-II. In: Archeologické rozhledy. Bd. 12, Nr. 3, 1960, S. 355, S. 370–372.
- Patince – pohrebisko severopanónskej kultúry. In: Mikuláš Dušek, Bohuslav Chropovský, Belo Polla: Pohrebiská zo staršej doby bronzovej na Slovensku = Gräberfelder aus der älteren Bronzezeit in der Slowakei (= Archaeologica Slovaca. Fontes Instituti Archaeologici Nitriensis Academiae Scientiarum Slovacae. 3, ZDB-ID 1149051-2). Band 1. Vydavatel'stvo Slovenskej Akadémie Vied, Bratislava 1960, S. 139–296.
- mit Bohuslav Chropovský und Belo Polla: Pohrebiská zo staršej doby bronzovej na Slovensku = Gräberfelder aus der älteren Bronzezeit in der Slowakei (= Archaeologica Slovaca. Fontes Instituti Archaeologici Nitriensis Academiae Scientiarum Slovacae. 3). Band 1. Vydavatel'stvo Slovenskej Akadémie Vied, Bratislava 1960.
- Die thrako-skythische Periode in der Slowakei. In: Slovenská archeológia. 9, 1961, ISSN 1335-0102, S. 155–174, (Digitalisat (PDF; 61,27 MB)).
- K otázkam pravekého vývoja Juhozápadného Slovenska. In: Študijné Zvesti AÚ SAV. 6, 1961, ISSN 0560-2793, S. 59–82.
- Juhozápadné Slovensko v mladšej dobe halštatskej. In: Referáty o pracovních výsledcích československých archeologů za rok 1961. Band 1. Československá Akademie VĚD – Archeologický Ústav, Smolenice 1962, S. 149–161.
- Juhozápadné Slovensko v mladšej dobe halštatskej. In: Archeologické rozhledy. Bd. 14, Nr. 5, 1962, S. 610–625, S. 635–644.
- Kostrové pohrebisko z 10. a 11. storočia v Dolnom Petri pri Komárne. In: Archeologické rozhledy. Bd. 15, Nr. 6, 1963, S. 701–704, S. 710, S. 713–715.
- Výskum hradiska z mladšej doby halštatskej v Smoleniciach roku 1963. In: Archeologické rozhledy. Bd. 17, Nr. 4, 1965, S. 487–495, S. 504–508.
- K otázke tráckej keramiky. In: Archeologické rozhledy. Bd. 18, Nr. 1, 1966, S. 54–64.
- Bronzezeit. Karpatenländische Hügelgräberkultur (= Inventaria archaeologica. Československo. 3, Bl. ČS 21 – ČS 34, ZDB-ID 2254508-6). Habelt, Bonn 1966.
- Thrakisches Gräberfeld der Hallstattzeit in Chotín. = Trácke pohrebisko z doby halštatskej v Chotíne (= Archaeologica Slovaca. Fontes Instituti Archaeologici Nitriensis Academiae Scientiarum Slovacae. 6). Vydavatel'stvo Slovenskej Akadémie Vied, Bratislava 1966.
- Ein Burgwall der Jüngeren Hallstattzeit in Smolenice. VII. Congrès International des Sciences Préhistoriques et Protohistoriques Tchécoslovaquie 1966. Excursion en Slovaquie. Vydalo Vydavateistvo Slovenskej akadémie, Nitra 1966.
- Výskum hradiska z mladšej doby halštatskej v Smoleniciach. In: Archeologické rozhledy. Bd. 19, Nr. 5, 1967, S. 583–591.
- Bronzezeit. Dolný Peter, bronzezeitliches birituelles Gräberfeld (= Inventaria archaeologica. Československo. 4, Bl. ČS 35 – ČS 44). Habelt, Bonn 1967.
- Bronzezeitliche Gräberfelder in der Südwestslowakei (= Archaeologica Slovaca. Catalogi Instituti Archaeologici Nitriensis Academiae Scientiarum Slovacae. 4, ZDB-ID 1162952-6). Vydavatel'stvo Slovenskej Akadémie Vied, Bratislava 1969.
- Der junghallstattzeitliche Fürstensitz auf dem Molpír bei Smolenice. In: Bohuslav Chropovský (Red.): Symposium zu Problemen der jüngeren Hallstattzeit in Mitteleuropa. Vydavatel'stvo Slovenskej Akadémie Vied, Bratislava 1974, S. 137–150, (Smolenice 25.–29. September 1970).
- Die Thraker im Karpatenbecken (= Publications of the Henri Frankfort Foundation. 4). Grüner, Amsterdam 1978, ISBN 90-6032-108-1.
- Zlatý diadém z doby halštatskej zo Senice. In: Archeologické rozhledy. Bd. 31, Nr. 4, 1979, S. 404–408, S. 477–479.
- Pohrebisko ľudu stredodunajskej mohylovej kultúry v Smoleniciach. In: Slovenská archeológia. 28, 1980, S. 341–382.
- mit Sigrid Dušek: Smolenice-Molpír. Befestigter Fürstensitz der Hallstattzeit (= Materialia archaeologica Slovaca. 6 und 13). 2 Bände. Archeologický ústav Slovenskej Akadémie Vied, Nitra 1984–1995, ISBN 80-88709-20-2 (Bd. 2).

| Personendaten    | Personendaten              |
| ---------------- | -------------------------- |
| NAME             | Dušek, Mikuláš             |
| KURZBESCHREIBUNG | slowakischer Prähistoriker |
| GEBURTSDATUM     | 7. Juni 1913               |
| GEBURTSORT       | Levice                     |
| STERBEDATUM      | 12. Mai 1994               |